# デルレイビーチ・オープン
デルレイビーチ・オープン（Delray Beach Open）は、1993年から1998年までアメリカ・フロリダ州コーラルスプリングスで、1999年から同州デルレイビーチのデルレイビーチ・テニスセンターにて開催されているATPツアーの大会である。大会グレードはATPツアー250に属す。

## 大会歴代優勝者

### シングルス
| 開催地               | 年                           | 優勝                             | 準優勝                               | 試合結果                |
| -------------------- | ---------------------------- | -------------------------------- | ------------------------------------ | ----------------------- |
| デルレイビーチ       | 2025                         | ミオミル・ケツマノビッチ         | アレハンドロ・ダビドビッチ・フォキナ | 3-6, 6-1, 7-5           |
| デルレイビーチ       | 2024                         | テイラー・フリッツ               | トミー・ポール                       | 6-2, 6-3                |
| デルレイビーチ       | 2023                         | テイラー・フリッツ               | ミオミル・ケツマノビッチ             | 6-0, 5-7, 6-2           |
| デルレイビーチ       | 2022                         | キャメロン・ノリー               | ライリー・オペルカ                   | 7-6(7-1), 7-6(7-4)      |
| デルレイビーチ       | 2021                         | フベルト・フルカチュ             | セバスチャン・コルダ                 | 6-3, 6-3                |
| デルレイビーチ       | 2020                         | ライリー・オペルカ               | 西岡良仁                             | 7-5, 6-7(7-4), 6-2      |
| デルレイビーチ       | 2019                         | ラドゥ・アルボット               | ダニエル・エバンズ                   | 3-6, 6-3, 7-6(9-7)      |
| デルレイビーチ       | 2018                         | フランシス・ティアフォー         | ペーター・ゴヨフチク                 | 6-1, 6-4                |
| デルレイビーチ       | 2017                         | ジャック・ソック                 | ミロシュ・ラオニッチ                 | 不戦勝                  |
| デルレイビーチ       | 2016                         | サム・クエリー                   | ラジーブ・ラム                       | 6-4, 7-6(8-6)           |
| デルレイビーチ       | 2015                         | イボ・カロビッチ                 | ドナルド・ヤング                     | 6-3, 6-3                |
| デルレイビーチ       | 2014                         | マリン・チリッチ                 | ケビン・アンダーソン                 | 7-6(8-6), 6-7(7-9), 6-4 |
| デルレイビーチ       | 2013                         | エルネスツ・ガルビス             | エドゥアール・ロジェ＝バセラン       | 7-6(7-3),6-3            |
| デルレイビーチ       | 2012                         | ケビン・アンダーソン             | マリンコ・マトセビッチ               | 6-4, 7-6(7-2)           |
| デルレイビーチ       | 2011                         | フアン・マルティン・デル・ポトロ | ヤンコ・ティプサレビッチ             | 6-4, 6-4                |
| デルレイビーチ       | 2010                         | エルネスツ・ガルビス             | イボ・カロビッチ                     | 6-2, 6-3                |
| デルレイビーチ       | 2009                         | マーディ・フィッシュ             | エフゲニー・コロレフ                 | 7-5, 6-3                |
| デルレイビーチ       | 2008                         | 錦織圭                           | ジェームズ・ブレーク                 | 3-6, 6-1, 6-4           |
| デルレイビーチ       | 2007                         | グザビエ・マリス                 | ジェームズ・ブレーク                 | 5-7, 6-4, 6-4           |
| デルレイビーチ       | 2006                         | トミー・ハース                   | グザビエ・マリス                     | 6-3, 3-6, 7-6(7-5)      |
| デルレイビーチ       | 2005                         | グザビエ・マリス                 | イジー・ノバク                       | 7-6(8-6), 6-2           |
| デルレイビーチ       | 2004                         | リカルド・メロ                   | ビンセント・スペイディア             | 7-6(7-2), 6-3           |
| デルレイビーチ       | 2003                         | ジャン＝マイケル・ギャンビル     | マーディ・フィッシュ                 | 6-0, 7-6(7-5)           |
| デルレイビーチ       | 2002                         | ダビデ・サングイネッティ         | アンディ・ロディック                 | 6-4, 4-6, 6-4           |
| デルレイビーチ       | 2001                         | ジャン＝マイケル・ギャンビル     | グザビエ・マリス                     | 7-5, 6-4                |
| デルレイビーチ       | 2000                         | ステファン・コウベック           | アレックス・カラトラバ               | 6-1, 4-6, 6-4           |
| デルレイビーチ       | 1999                         | レイトン・ヒューイット           | グザビエ・マリス                     | 6-4, 6-7(2-7), 6-1      |
| コーラルスプリングス |                              |                                  |                                      |                         |
| 1998                 | アンドリュー・イリー         | ダビデ・サングイネッティ         | 7-5, 6-4                             |                         |
| 1997                 | ジェイソン・ストルテンバーグ | ヨナス・ビョルクマン             | 6-0, 2-6, 7-5                        |                         |
| 1996                 | ジェイソン・ストルテンバーグ | クリス・ウッドラフ               | 7-6(7-4), 2-6, 7-5                   |                         |
| 1995                 | トッド・ウッドブリッジ       | グレグ・ルーゼドスキーー         | 6-4, 6-2                             |                         |
| 1994                 | ルイス・マタール             | ジェイミー・モーガン             | 6-4, 3-6, 6-3                        |                         |
| 1993                 | トッド・マーティン           | デビッド・ウィートン             | 6-3, 6-4                             |                         |

### ダブルス
| 開催地               | 年                                              | 優勝                                              | 準優勝                                          | 試合結果               |
| -------------------- | ----------------------------------------------- | ------------------------------------------------- | ----------------------------------------------- | ---------------------- |
| デルレイビーチ       | 2020                                            | ボブ・ブライアン マイク・ブライアン               | ルーク・バンブリッジ マクラクラン勉             | 3-6, 7-5, [10-5]       |
| デルレイビーチ       | 2019                                            | ボブ・ブライアン マイク・ブライアン               | ケン・スクプスキ ニール・スクプスキ             | 7-5(7-5), 6-4          |
| デルレイビーチ       | 2018                                            | ジャック・ソック ジャクソン・ウィズロー           | ニコラス・モンロー ジョン＝パトリック・スミス   | 4-6, 6-4, [10-8]       |
| デルレイビーチ       | 2017                                            | レイベン・クラーセン ラジーブ・ラム               | トレト・ユーイ マックス・ミルヌイ               | 7-5, 7-5               |
| デルレイビーチ       | 2016                                            | オリバー・マラチ ファブリス・マルタン             | ボブ・ブライアン マイク・ブライアン             | 3-6, 7-6(9-7), [13-11] |
| デルレイビーチ       | 2015                                            | ボブ・ブライアン マイク・ブライアン               | レイベン・クラーセン リーンダー・パエス         | 6-3, 3-6, [10-6]       |
| デルレイビーチ       | 2014                                            | ボブ・ブライアン マイク・ブライアン               | フランティシェク・チェルマク ミハイル・エルギン | 6-2, 6-3               |
| デルレイビーチ       | 2013                                            | ジェームズ・ブレーク ジャック・ソック             | マックス・ミルヌイ ホリア・テカウ               | 6-4, 6-4               |
| デルレイビーチ       | 2012                                            | コリン・フレミング ロス・ハッチンス               | ミハル・メルティナク アンドレ・サ               | 2-6, 7-6(7-5), [15-13] |
| デルレイビーチ       | 2011                                            | スコット・リプスキー ラジーブ・ラム               | クリストファー・カス アレクサンダー・ペヤ       | 4-6, 6-4, [10-3]       |
| デルレイビーチ       | 2010                                            | ボブ・ブライアン マイク・ブライアン               | フィリップ・マルクス イゴル・ゼレナイ           | 6-3, 7-6(7-3)          |
| デルレイビーチ       | 2009                                            | ボブ・ブライアン マイク・ブライアン               | マルセロ・メロ アンドレ・サ                     | 6-4, 6-4               |
| デルレイビーチ       | 2008                                            | マックス・ミルヌイ ジェイミー・マリー             | ボブ・ブライアン マイク・ブライアン             | 6-4, 3-6, [10-6]       |
| デルレイビーチ       | 2007                                            | グザビエ・マリス ヒューゴ・アーマンド             | ジェームス・オークランド ステファン・フース     | 6-3, 6-7(4-7), [10-5]  |
| デルレイビーチ       | 2006                                            | マーク・ノールズ ダニエル・ネスター               | クリス・ハガード ウェスリー・ムーディ           | 6-2, 6-3               |
| デルレイビーチ       | 2005                                            | シーモン・アスペリン トッド・ペリー               | ジョーダン・カー ジム・トーマス                 | 6-3, 6-3               |
| デルレイビーチ       | 2004                                            | リーンダー・パエス ラデク・ステパネク             | ガストン・エトリス マルティン・ロドリゲス       | 6-0, 6-3               |
| デルレイビーチ       | 2003                                            | リーンダー・パエス ネナド・ジモニッチ             | レーモン・スロイター マルティン・フェルカーク   | 7-5, 3-6, 7-5          |
| デルレイビーチ       | 2002                                            | マルティン・ダム シリル・スーク                   | デイヴィッド・アダムズ ベン・エルウッド         | 6-4, 6-7(5-7), [10-5]  |
| デルレイビーチ       | 2001                                            | ジャン＝マイケル・ギャンビル アンディ・ロディック | トーマス嶋田 マイルズ・ウェイクフィールド       | 6-3, 6-4               |
| デルレイビーチ       | 2000                                            | ブライアン・マクフィー ネナド・ジモニッチ         | ジョシュア・イーグル アンドリュー・フローレント | 7-5, 6-4               |
| デルレイビーチ       | 1999                                            | マックス・ミルヌイ ネナド・ジモニッチ             | ダグ・フラック ブライアン・マクフィー           | 7-6(7-3), 3-6, 6-3     |
| コーラルスプリングス |                                                 |                                                   |                                                 |                        |
| 1998                 | グラント・スタッフォード ケビン・ウリエット     | マーク・マークレイン ヴィンセント・スペーディア   | 7-5, 6-4                                        |                        |
| 1997                 | デイブ・ランドール グレッグ・ヴァン・エンバーグ | ルーク・イェンセン マーフィー・イェンセン         | 6-7, 6-2, 7-6                                   |                        |
| 1996                 | トッド・ウッドブリッジ マーク・ウッドフォード   | アイバン・バロン ブレット・ハンセン＝デント       | 6-3, 6-3                                        |                        |
| 1995                 | トッド・ウッドブリッジ マーク・ウッドフォード   | セルヒオ・カサル エミリオ・サンチェス             | 6-3, 6-1                                        |                        |
| 1994                 | ラン・ベイル ブレット・スティーブン             | ケン・フラック ステファン・シミアン               | 6-3, 7-5                                        |                        |
| 1993                 | パトリック・マッケンロー ジョナサン・スターク   | ポール・アナコーン ダグ・フラック                 | 6-4, 6-3                                        |                        |